# Holub maorský
Holub maorský (Hemiphaga novaeseelandiae) je druh měkkozobého ptáka, který je endemický Novému Zélandu. Poddruh spadicea se kdysi vyskytoval i na australském ostrově Norfolk, avšak kolem roku 1900 vyhynul následkem nadměrného lovu. Nejbližším příbuzným holuba maorského je holub chathamský z Chathamských ostrovů, se kterým utváří rod Hemiphaga. Holub maorský je nápadný statný pták s výškou až 50 cm a váhou kolem 600–700 g. Spodní část hrudi je sněhově bílá, zbytek těla hraje modrozelenými lesklými (iridiscentními) barvami. Živí se převážně ovocem. Dokáže spolknout ovoce o průměru až 25 mm, což žádný jiný nativní recentní novozélandský pták nedokáže. To z holuba maorského dělá výjimečně důležitého roznašeče semen řady původních druhů stromů.
Tvoří monogamní páry, které spolu zahnizďují i několik let po sobě a v páru zůstává i v době mimo hnízdění. Samice klade pouze jedno vejce do hnízda z chrastí umístěného na stromě. Vyskytuje se v různých habitatech od původní buše po nově vysázené druhotné lesy nepůvodního typu. Stavy holubů maorských se po evropské kolonizaci značně snížily následkem lovu, úbytku habitatu a zavlečením nepůvodních druhů savců, proti kterým holubi maorští nemají vyvinutou přirozenou obranu. K těmto savcům patří kusu liščí, krysy a hranostajové. Díky intenzivním ochranářským opatřením spočívajícím hlavně v odchytu predátorů se ve 21. století stavy holubů maorských postupně navyšují, pročež je druh hodnocen jako málo dotčený. Jeho stavy nicméně závisí na ochranářských zásazích.
Holub maorský má důležité postavení v maorské kultuře, kde je považován za taonga, čili vysoce ceněnou entitu. Druh byl důležitou součástí maorského jídelníčku; Maorové holuby lovili po tisících a uchovávali je naložením do vlastního tuku. Vedle masa si Maorové cenili i peří, kterým zdobili košíky na potraviny nebo z něj šili ceremoniální pláště. V roce 2018 byl holub maorský zvolen novozélandským ptákem roku.

## Systematika

### Dějiny objevu druhu
První písemné zmínky Evropanů o druhu pochází od mořeplavců z konce 60. a z průběhu 70. let 18. století. Holuba maorského zaznamenal v roce 1769 v Doubtless Bay (Northland) Guillame Labe, námořní důstojník na lodi St Jean Baptiste. V lednu 1770 se o druhu stručně zmínil Sydney Parkinson, skotský přírodovědec, který se účastnil první plavby Jamese Cooka. Francouzský mořeplavec Julien Crozet druh pozoroval v Bay of Islands (okres Far North, Northland). Crozet ve svých zápiscích z cest z roku 1772 zmínil, že se jedná o „překrásného holuba velikosti kuřete s nádherným zářivě modrým a zlatým opeřením“. V dubnu 1773 exemplář druhu odchytili Johann a Georg Forsterovi v oblasti Dusky Sound. Georg Forster pořídil první ilustraci holuba.
O druhu se zmiňoval i anglický ornitolog John Latham ve své knize A General Synopsis of Birds z roku 1783, avšak Latham nepřiřadil druhu vědecké jméno. O formální popis druhu se postaral až německý přírodovědec Johann Friedrich Gmelin v roce 1789. Gmelin druhu přiřadil binomické jméno Columba novaeseelandiae, čímž druh zařadil do početného rodu Columba. Francouzský přírodovědec Charles Lucien Bonaparte v roce 1854 vytyčil rod Hemiphaga a za typový druh určil právě holuba maorského (Hemiphaga novaeseelandiae). Toto vědecké jméno uznává i moderní taxonomie.
Rodový název druhu Hemiphaga pochází ze starořeckého hēmi, což znamená „poloviční“ či „malý“, a posledních slabik výrazu Carpophaga (doslova „ovocožravý“), což je dnes již nepoužívaný rod holuba (jeho zástupci byli začleněni do rodu Ducula), jehož zástupci se živí ovocem. Bonaparte totiž považoval holuba maorského někde na půl cesty mezi rody Carpophaga a Megaloprepia (dnes Ptilinopus). Druhové jméno novaeseelandiae znamená „novozélandský“. Maorové, domorodí obyvatelé Nového Zélandu, označují holuba maorského nejčastěji jako kereru (kererū), v Northlandu se též používá kuku (kūkū) nebo kokopa (kūkupa či kukupa).

Vybraná dobová vyobrazení
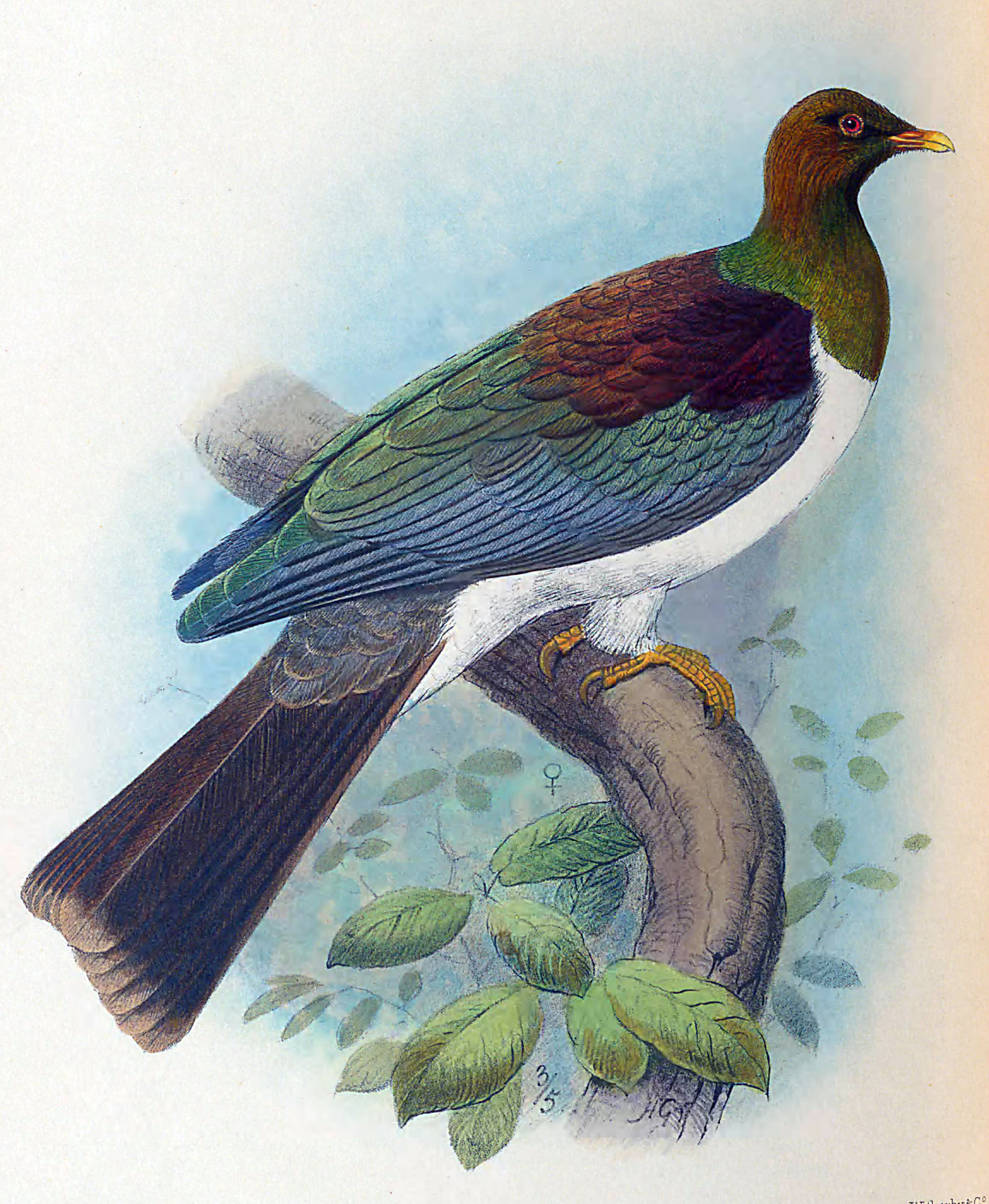
Subsp. spadicea (Henrik Gronvold, někdy mezi 1910–1928)
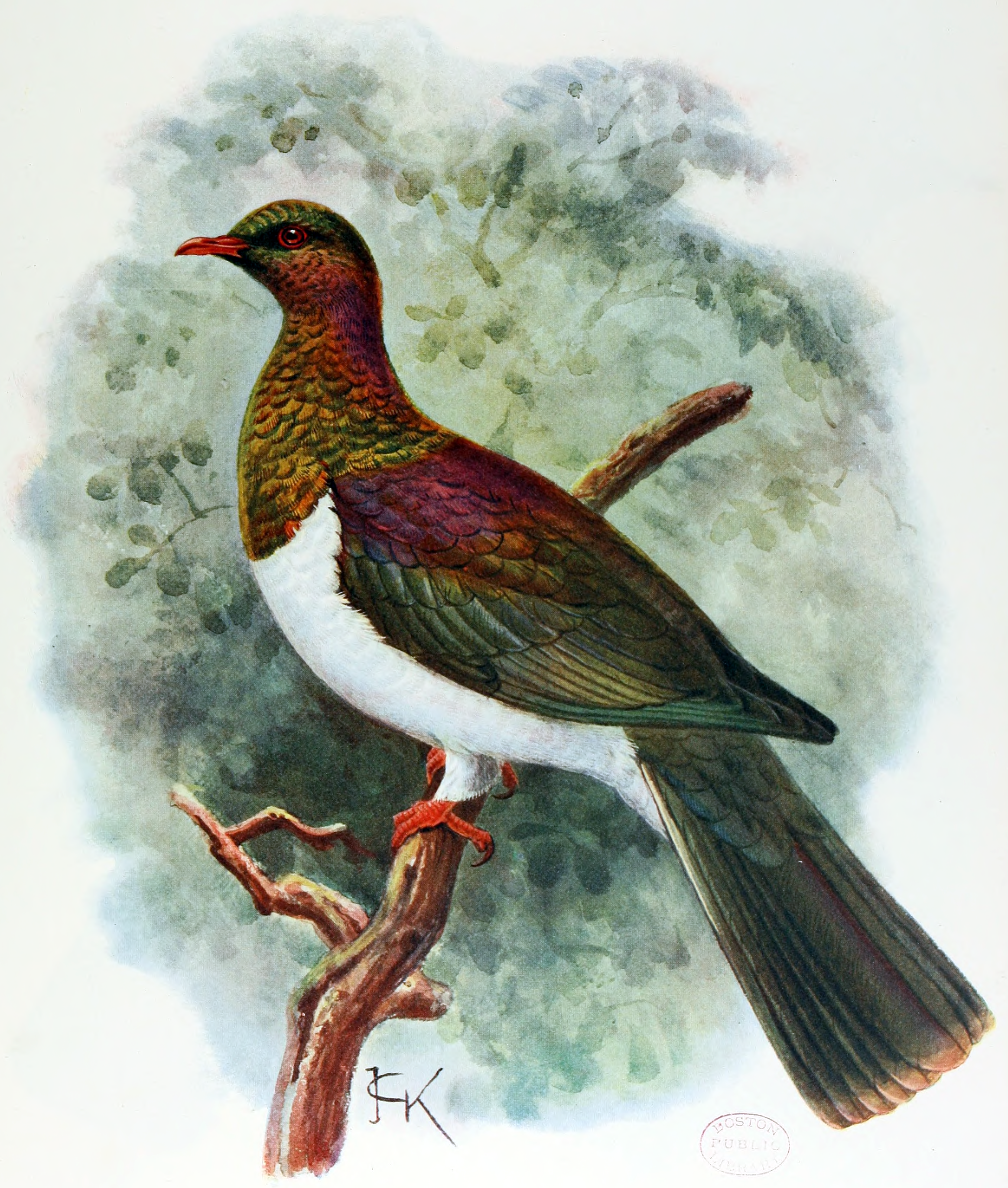
Subsp. spadicea (John Gerrard Keulemans, 1907)
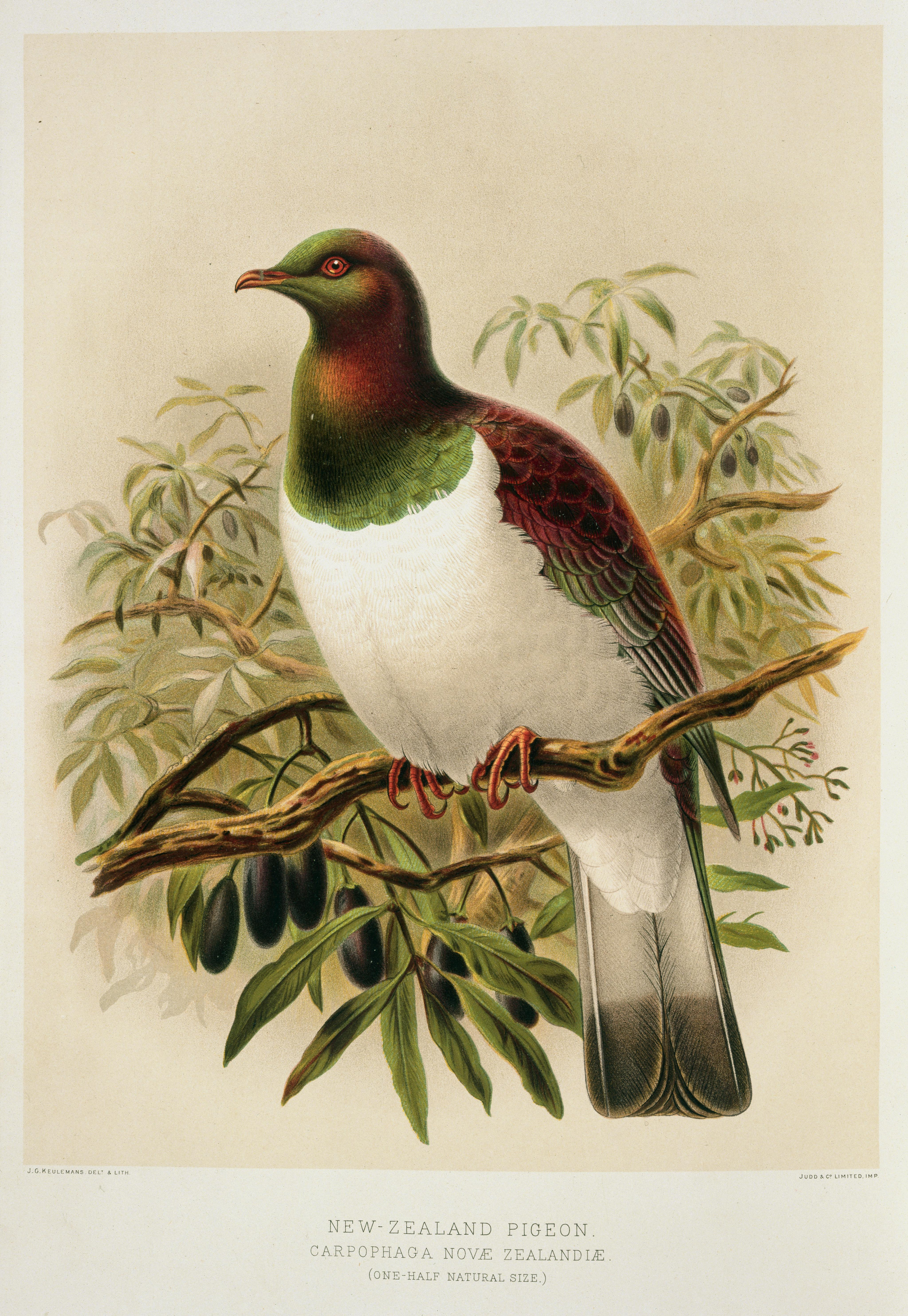
Subsp. novaeseelandiae (John Gerrard Keulemans, ~1888)
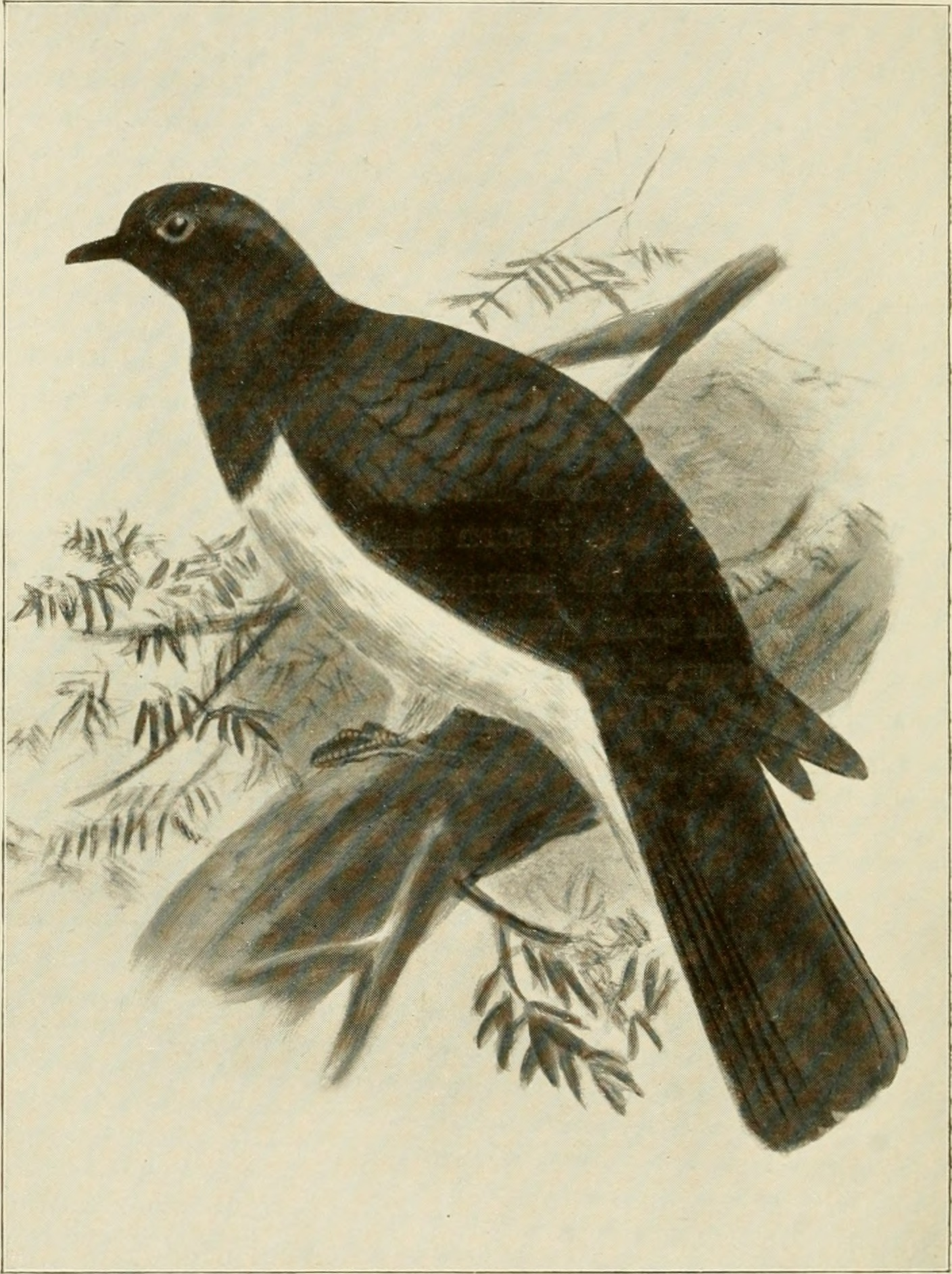
Subsp. novaeseelandiae (ilustrace z roku 1888)

### Fylogeneze

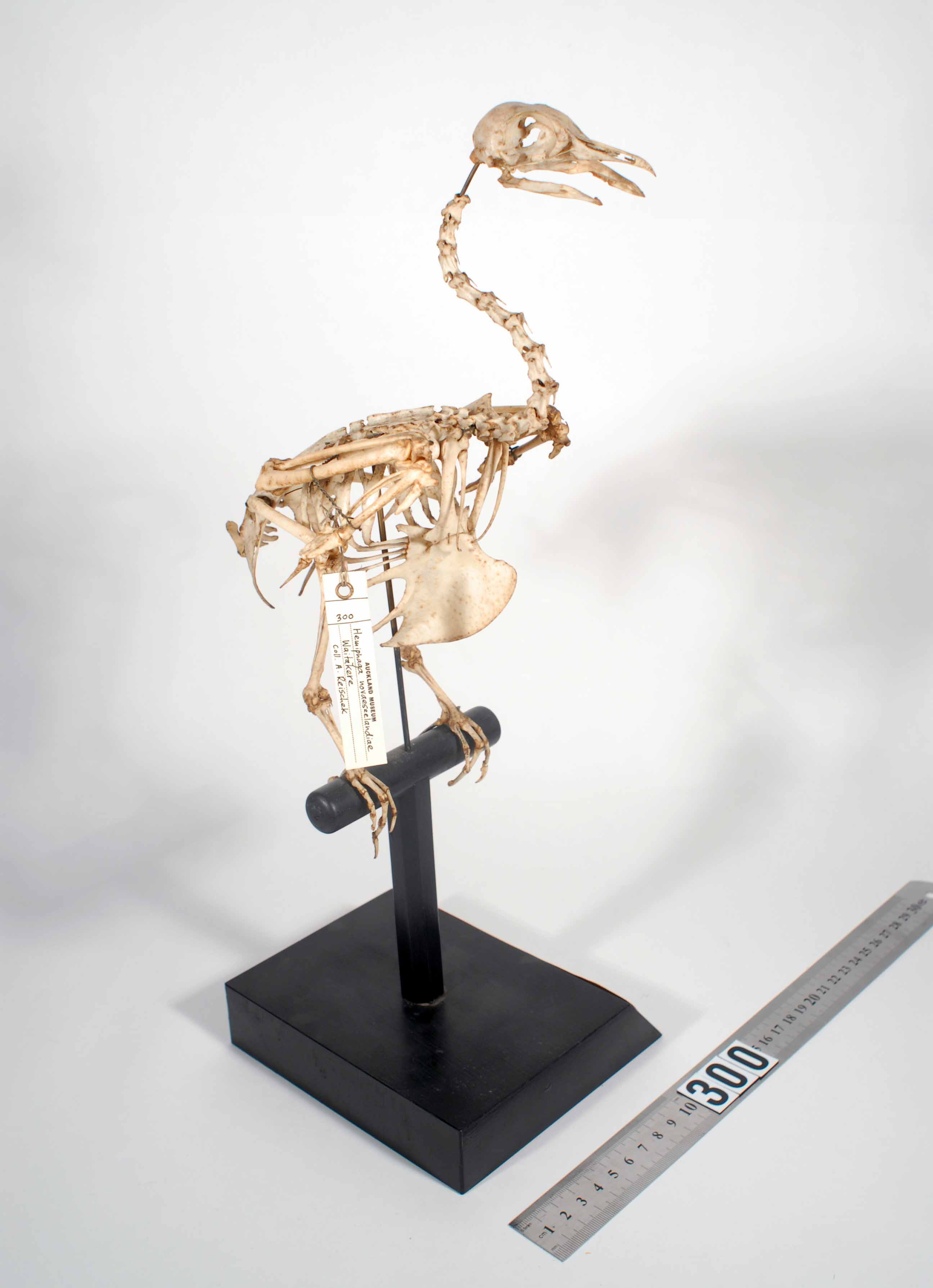
Kostra holuba maorského

U holuba maorského se rozeznávají 2 poddruhy s následujícím rozšířením:
- H. n. novaeseelandiae (Gmelin, JF, 1789) – Severní, Jižní a Stewartův ostrov Nového Zélandu.
- † H. n. spadicea (Latham, 1801) – ostrov Norfolk (na severozápad od Nového Zélandu, politicky patří Austrálii).

V minulosti byl uznáván ještě jeden poddruh, a sice Hemiphaga novaeseelandiae chathamensis, avšak po publikaci rozsáhlé osteologicko-morfologické studie z roku 2001 se začal uznávat za samostatný druh holub chathamský (Hemiphaga chathamensis). Analýza mitochondriální DNA potvrdila, že H. n. novaeseelandiae a H. n. spadicea jsou spolu mnohem více příbuznější než s H. chathamensis, který se od nich geneticky liší a jeho vydělení do samostatného druhu je tedy oprávněné. K oddělení H. n. novaeseelandiae a H. n. spadicea došlo někdy v pleistocénu (ostrov Norfolk vznikl teprve někdy v letech 3,2–2,4 mya následkem sopečné činnosti).
Holub maorský je řazen do rodu Hemiphaga, podčeledi Ptilinopinae a čeledi holubovití (Columbidae). Rod Hemiphaga má pouze dva zástupce, vedle holuba maorského to je jeho sesterský taxon holub chathamský. Nejvíce příbuzní tomuto kladu jsou holub hnědochocholatý (Lopholaimus antarcticus) z Austrálie a holub Albertisův (Gymnophaps albertisii) z Nové Guineje (resp. rod Gymnophaps). Jejich vztahy zachycuje následující kladogram:
|  | holub maorský (Hemiphaga novaeseelandiae) |
|  |                                           |
|  | holub chathamský                          |
|  |                                           |

|  | holub hnědochocholatý (Lopholaimus antarcticus) |
|  |                                                 |
|  | holub Albertisův (Gymnophaps albertisii)        |
|  |                                                 |

|  | holub maorský (Hemiphaga novaeseelandiae) |
|  |                                           |
|  | holub chathamský                          |
|  |                                           |

|  | holub hnědochocholatý (Lopholaimus antarcticus) |
|  |                                                 |
|  | holub Albertisův (Gymnophaps albertisii)        |
|  |                                                 |

## Rozšíření a populace

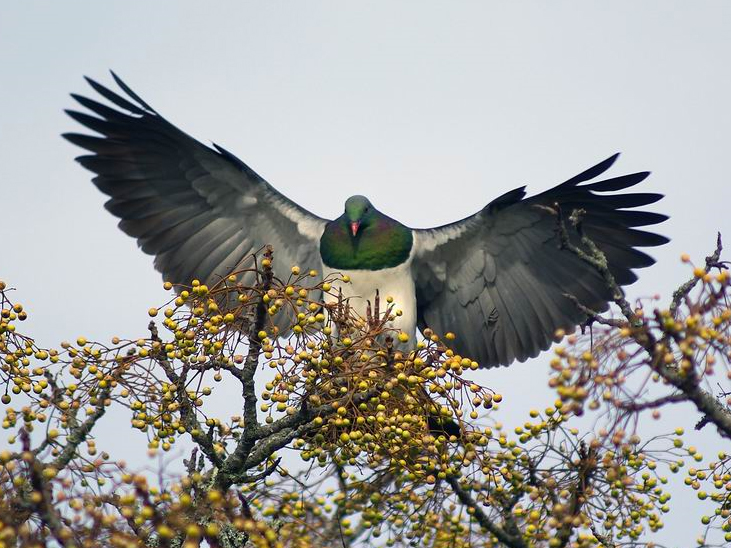
Holub maorský s roztaženými křídly

Holubi maorští se vyskytují pouze na Novém Zélandu. Jsou poměrně hojně rozšíření od severního cípu Severního ostrova (Northland) přes Jižní až po Stewartův ostrov včetně některých menších novozélandských ostrůvků jako je Velký a Malý bariérový ostrov, ostrovy Hen a Chicken, Mayor a Kapiti. Stavy holubů maorských výrazně poklesly po evropské kolonizaci následkem introdukovaných savčích predátorů, bezměrného lovu a destrukce habitatu. Celková početnost populace není známá, avšak druh bývá popisován jako běžný až neobvyklý. Novodobý výskyt holubů maorských je silně ovlivněn přítomností lesních porostů, typem lesa a množstvím predátorů. Hustota výskytu druhu se pohybuje mezi 10–200 ptáky na 1 km², přičemž k největším hustotám výskytu dochází v lesních oblastech s intenzivní kontrolou predátorů. Holub maorský vyhledává různé typy lesa od původních podokarpových a pabukových pralesů po sekundární regenerační lesy původního typu i exotické (nepůvodní) lesy. Obývá i městské parky, venkovské i předměstské zahrady nebo větrolamy při okraji zemědělských polí. Vyskytuje se od úrovně moře do podhorských a horských oblastí do cca 1100 m n. m.
Na základě nízké genetické diverzity druhu se předpokládá, že druh prošel v relativně nedávné době efektem hrdla lahve během posledního glaciálního maxima (LGM), během kterého se populace koncentrovala v lesním refugiu v Northlandu (severní cíp Severního ostrova, kde převládá výrazně teplejší klima než ve zbytku Nového Zélandu), kde zůstal zachován souvislý les. Poté, co se klima začalo oteplovat, se holubi rychle rozšířili do ostatních oblastí Nového Zélandu. Kosterní pozůstatky holuba maorského z ostrova Raoul (Kermadekovy ostrovy) dokládají jeho přítomnost i v této oblasti, kde druh vyhynul někdy koncem 19. století následkem lovu a predace introdukovanými kočkami. Norfolkský poddruh spadicea byl endemický ostrovu Norfolk, avšak kolem roku 1900 vyhynul.

## Popis

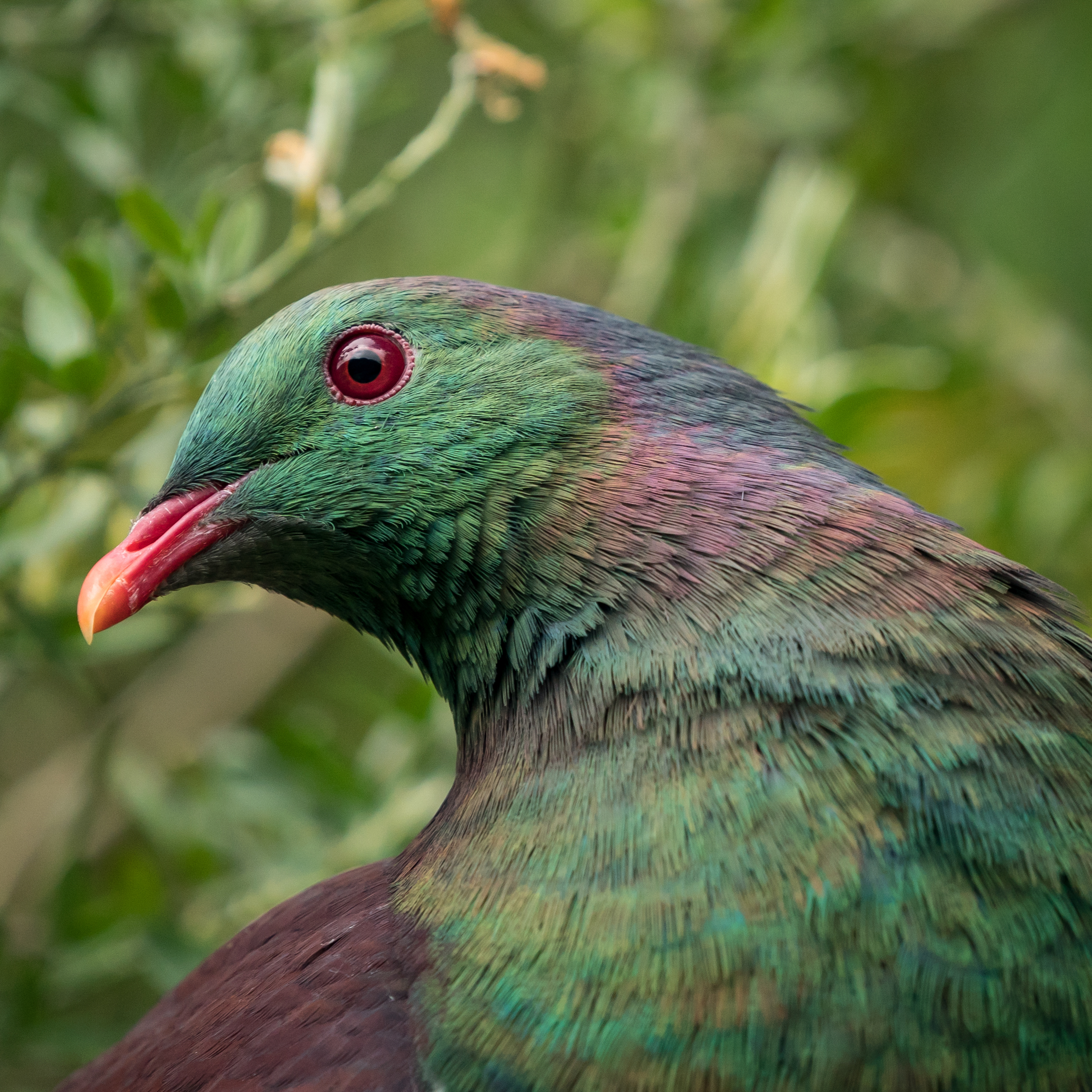
Hlava holuba maorského s detaily iridiscentního opeření

Jedná se o velký druh lesního holuba o váze kolem 600–700 g, délce těla přibližně 50 cm a rozpětím křídel kolem 75 cm. Hlava, hrdlo a horní strana hrudi jsou kovově zelené s bronzovým až nafialovělým odleskem, který je nejvýraznější v oblasti krku. Šíje, horní část hřbetu a předloketní letky jsou leskle fialové s měděným odleskem. Spodní část hřbetu, kostřec a svrchní ocasní krovky i zbytek horní strany křídel jsou leskle světle šedozelené. Barevné odstíny lesklého opeření se mohou zdát někdy až šedé v závislosti na úhlu dopadajícího světla. Spodní krovky ocasní jsou u těla stříbrně šedé, poté přechází do tmavě hnědé. Spodní strana křídel je světle šedá na letkách, tmavě hnědá na krovkách. Zelená horní část hrudi je od spodní bílé části oddělena ostrou linkou. Břicho a stehna jsou taktéž sněhově bílé. Zobák je červený s oranžovou špičkou. Oči jsou karmínové, tenký oční kroužek je červený až růžový. Nohy jsou karmínové. Samec i samice vypadají stejně. Křídla jsou široká a velmi silná a při letu vydávají dobře slyšitelný svištící až mírně klapavý zvuk. Nedospělí jedinci mají bledší zbarvení horní části těla, zobáku a nohou, kratší ocas a jejich hruď působí poněkud rozmazaně.
Norfolkský poddruh spadicea se od výše popsaného novozélandského poddruhu lišil jasně vymezenou kaštanově zbarvenou šíji, více šedými ručními letkami a kostřecem, tmavě fialovým ocasem a větším množstvím bílé na spodních krovkách ocasních a na spodní straně křídel.

## Biologie

### Chování

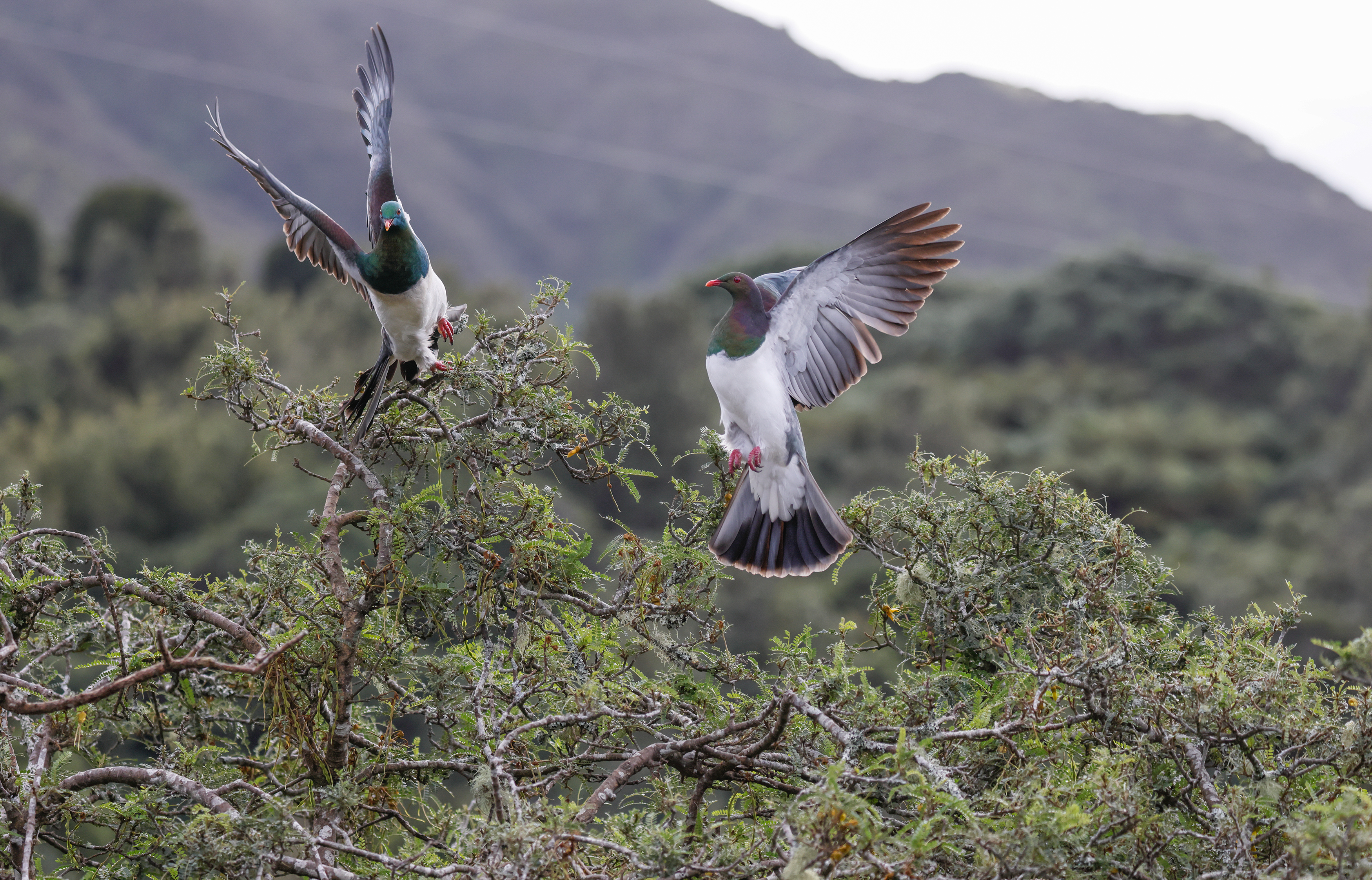
Holubi maorští při rozepři na letních krmištích

Sezónní přesuny holubů maorských jsou vysoce individuální. Holub může strávit týdny i měsíce v oblasti o pouhých několika hektarech, avšak poté může za jediný den najednou vykonat přelet o desítkách kilometrů za sezónně dostupnou potravou. Tak například během výzkumu holubů maorských na jihu Jižního ostrova jeden z holubů urazil za 100 dní kolem 480 km, přičemž 4× překonal Foveauxův průliv, zatímco jiný holub během 305 dní zůstal v oblasti o průměru 5 km. Podobně vysoce variabilní mohou být i jejich domovské okrsky, které během stejné studie měly od 600 do 31 700 hektarů. Holubi z oblasti Taranaki vybavení sledovacími zařízeními zase přeletěli 60 km, aby se dostali k podzimním potravním zdrojům. Ke hřadování a odpočinku dochází o samotě na stromech. Holubi při hřadu zatáhnout hlavu a mírně naježí peří. Holubi maorští se občas myjí v dešti, během kterého se nohama pevně přichytnou bidla a přetočí se na stranu, a několik minut vystavují boční část spodiny dešti. Pak totéž opakují na druhé straně těla. K přirozeným predátorům patří ostříž novozélandský. Mnohem rozšířenější novozélandský dravec moták tichomořský na holuby maorské neútočí, nicméně holubi bývají v jeho přítomnosti nervózní.

### Potrava
Holub maorský je býložravý holub. V jeho stravě dominuje ovoce, které v některých oblastech tvoří dokonce jedinou potravní složku. Zaměřuje se hlavně na ovoce z místních nativních stromovitých a keřovitých rostlin jako jsou Prumnopitys ferruginea, Dacrycarpus dacrydioides, Beilschmiedia tawa, Beilschmiedia tarairi, Vitex lucens, Hedycarya arborea, Alectryon excelsus, Rhopalostylis sapida nebo Corynocarpus laevigatus. Pro holuby je důležitá druhová diverzita ovoconosných stromů, které mívají různou dobu květenství, což holubům zajišťuje přísun ovoce po co nejdelší období roku. Vedle nativních druhů pojídá i plody nepůvodních druhů rostlin jako jsou cesmína ostrolistá, kvajávy, třešně či malé švestky. Holubi maorští mají velmi široký rozsah rozevření zobáku, což jim umožňuje spolknout ovoce o průměru až 25 mm. Od vyhynutí ptáků moa tak velké ovoce nedokáže spolknout žádný jiný z nativních novozélandských lesních ptáků, a u řady druhů rostlin plodící takto velké ovoce je holub maorský jediným roznašečem jejich semen, což mu přisuzuje zcela klíčovou roli v regeneraci místních fragmentovaných pralesů. Regenerativní pralesy bez populací holubů maorských hynou.
Vedle ovoce holub maorský požírá i rostliny, květy a pupeny, a to jak nativních, tak nepůvodních druhů. K pojídaným rostlinám patří jerlín (Sophora), hoherie (Hoheria), mnohočerák (Melicytus ramiflorus, Melicytus lanceolatus), vrba (Salix), janovec metlatý (Cytisus scoparius), jetel (Trifolium), Dacrydium cupressinum, mulenbekie (Muehlenbeckia), pseudopanax, Nothofagus menziesii, Coprosma rotundifolia nebo Plagianthus betulinus. Na rozdíl od některých jiných novozélandských ptačích endemitů nevybírá z květů pouze nektar, ale požírá je celé. Krmí se většinou samostatně, pouze výjimečně v hejnech.

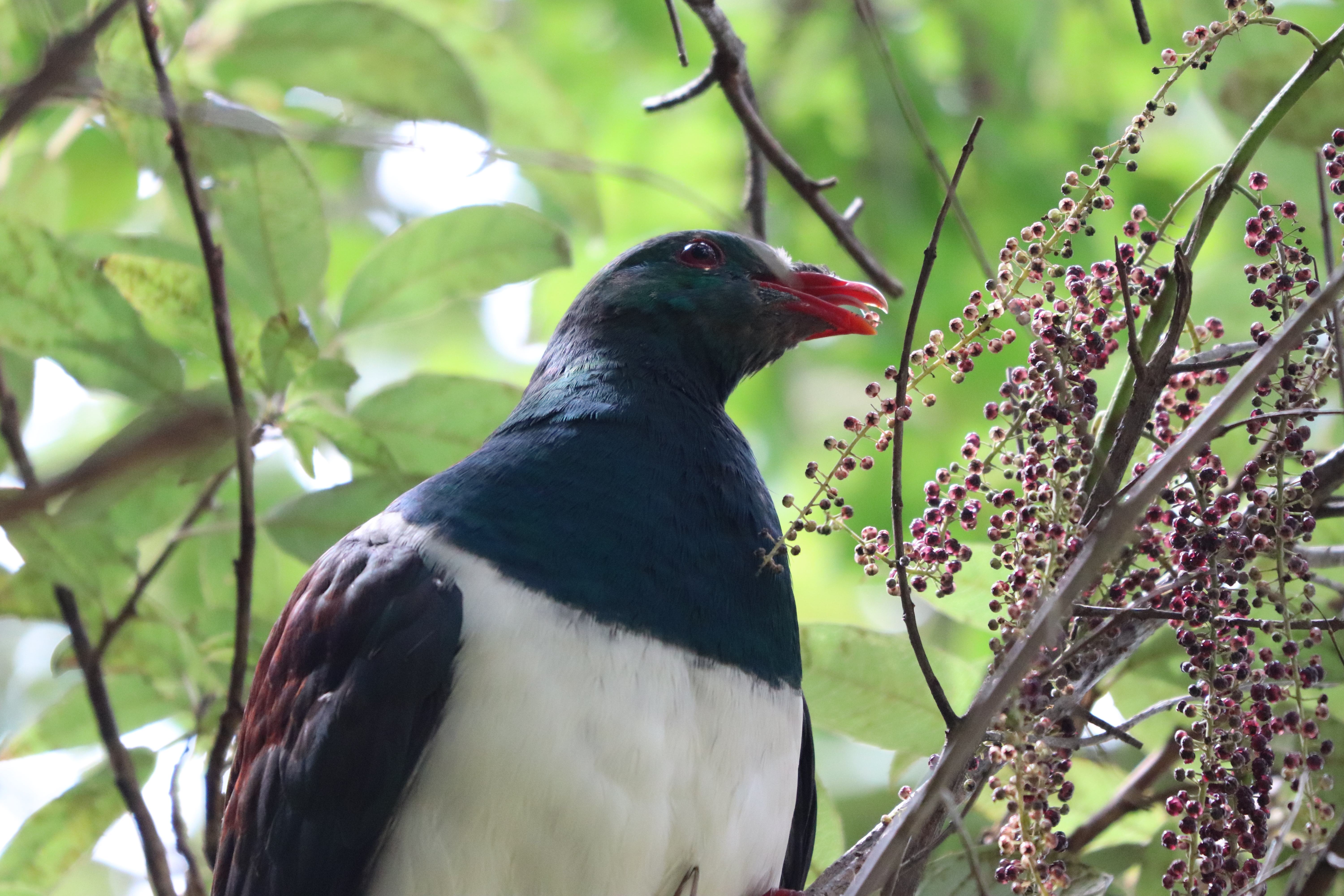
Holub maorský při sběru ovoce

Po pozření velkého množství jídla se holubi maorští často vyhřívají na slunci, aby ovoce strávili. To zvláště v teplých letních měsících může vést k rychlé fermentaci jídla v holubím voleti, tvorbě alkoholu a následné intoxikaci. Malátní holubi mohou dokonce i spadnout ze stromu, čímž se mohou vážně zranit a v případě nálezu mohou skončit až na veterinární stanici. Podobně jako ostatní holubi, i holubi maorští pijí sáním (řada ostatních ptáků se při přijímání potravy spoléhá na gravitaci nabráním vody do zobáku a natočením hlavy vzhůru). Mláďata jsou v prvních dnech krmena holubím mlékem, tedy extra výživným výměškem z volete. Časem jim rodiče začnou podávat i částečně natrávené potravy pomocí regurgitace. Podíl této tužší stravy se zvyšuje, jak mláďata rostou.

### Hnízdění
Holubi maorští tvoří monogamní páry, které spolu opakovaně zahnizďují. Tyto páry spolu zůstávají i mimo hnízdí období. Načasování hnízdění je úzce napojeno na dostupnost ovoce. K zahnízdění může dojít kdykoliv v roce a v letech se špatnou úrodou ovoce nemusí docházet k zahnízdění vůbec. Nejčastěji dochází ke kladení vajec mezi zářím a březnem, tedy někdy od konce zimy do počátku podzimu. Pár typicky zahnizďuje na tom samém teritoriu každý rok a za rok může vyvést 2–3 snůšky, které se mohou částečně překrývat. Hnízdo z větviček (typicky kanuky, Kunzea ericoides) má podobu neupravené plošiny, na jeho stavbě se podílí oba partneři. Bývá umístěno 2–15 m nad zemí v koruně stromu.

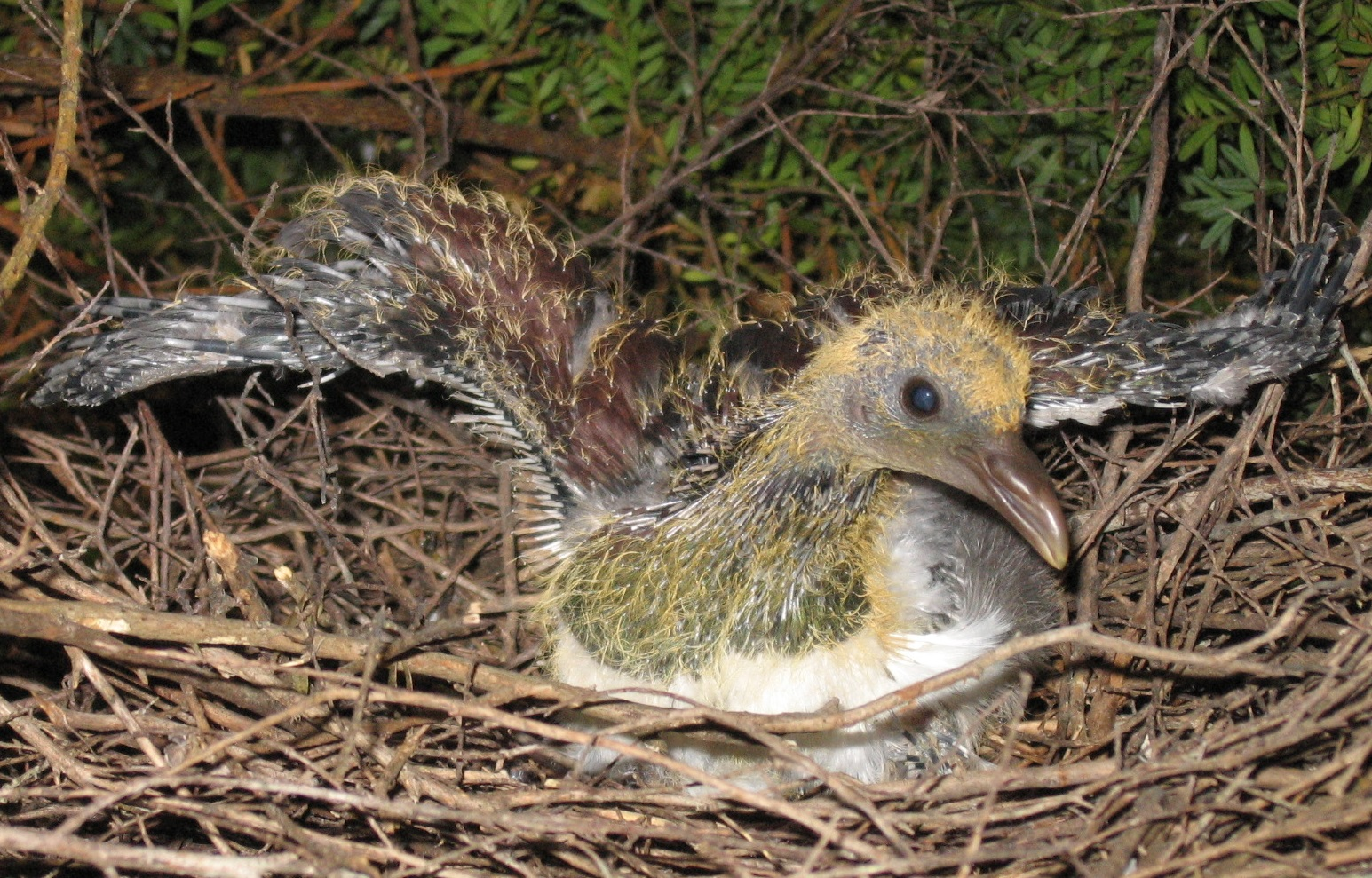
Nedospělý holub maorský

Zahnízdění předchází námluvy, které zahrnují řadu vizuálních signálů jako jsou předváděcí lety samců (samec létá nad hnízdištěm prudce nahoru, načež se začne pomalu klouzavým letem snášet zpět na bidlo), stíhací lety (samec a samice se škádlivě honí) a řada ritualizovaných póz těsně před kopulací. K nim patří uklánění samce před samicí, zastrkávání zobáku samce pod vlastní křídlo, vehementní třepání zobákem aj. Samice dává najevo souhlas s kopulací mírným přikrčením, načež jí samec vyleze na záda a za balancování křídly dojde ke spojení kloak. Spojení trvá asi tři vteřiny, načež samec sleze, usadí se vedle samice a pár se věnuje preeningu.
Samice klade pouze 1 bílé vejce o rozměru 48×33 mm a váze 30 g. V případě, že dojde k zániku vejce (např. následkem vyplenění hnízda predátorem), samice může snést do toho samého hnízda další vejce. Oba partneři se v sezení na vejcích střídají po dobu 27–30 dní. Zatímco samec typicky inkubuje dopoledne a odpoledne, samice inkubuje od raného večera až do pozdního rána. Zatímco někdy dochází k bezkontaktní výměně inkubačních směn, jindy se pár angažuje v něžné, až 5 minutové kontaktní výměně. V tomto případě jeden z partnerů dosedne vedle inkubujícího partnera a něžně klove zobákem do jeho šíje a zadní části hlavy, případně se oba partneři jemně klovou na hlavě, zobáku a krku, než se vystřídají na vejcích. Narozená mláďata jsou zahřívána i krmena oběma rodiči. K opuštění hnízda dochází kolem 35–45 dní, avšak rodiče své potomky nadále krmí regurgitací potravy po dalších několik týdnů. Holubi maorští mohou poprvé zahnízdit již ve věku kolem 12 měsíců, typicky však zahnizďují až ve 2. roce života. Dožívají se kolem 15–25 let, může se však dožít i 29 let.

## Ohrožení a ochrana

Dopravní značka vyzývající řidiče k pomalé jízdě ve snaze zabránit srážkám s holuby maorskými

V minulosti stavy holubů maorských poklesly se zavlečením invazivních druhů savců, úbytkem lesů a lovem. Ze zavlečených savců se jedná o kusua liščího, krysu obecnou, krysu ostrovní, lasici hranostaj a kočku domácí, jejichž zdivočelé formy běžně žijí v novozélandské buši. Všichni tito savci plení hnízda holubů a vedle požírání vajec usmrcují i holoubátka a razantně snižují hnízdní úspěšnost druhu. Kusuové liščí a krysy navíc konkurují holubům v potravě. Kočky a lasice dovedou zabít nejen nedospělé jedince, ale troufnou si i na dospělce. Norfolkský poddruh spadicea vyhynul kolem roku 1900, za hlavní příčinou vyhynutí se považuje nadměrný lov.
Jak Maorové, tak Evropané holuby maorské již od prvního kontaktu hojně lovili, což nadále urychlovalo poklesy stavů. Prvním krokem k ochraně holubů maorských byl zákon o ochraně divokých ptáků z roku 1864 (The Wild Birds Protection Act 1864), který ustanovil lovnou sezónu druhu od dubna do července. Toto nařízení bylo zpřísněno zákonem a ochraně zvířat z roku 1908 (The Animal Protection Act 1908), který zkrátil lovnou sezónu na květen až červenec, přičemž každé tři roky byl lov úplně zakázán. I přes zpřísnění opatření však úbytek stavů holubů pokračoval, až v letech 1921/1922 došlo k úplnému zákazu lovu zákonem lovu a ochraně zvířat (Animals Protection and Game Act 1921–22) a holub maorský se v podstatě stal chráněným druhem. Jak tento, tak ani předchozí zákon však nezastavil lov holubů, který i přes ilegální povahu stále probíhal ve velkém měřítku. Kvůli nedostatku finančních a lidských zdrojů lov holubů maorských, který byl tak již považován za pytlačení, nebyl stíhán. Status chráněného druhu byl později potvrzen stále platným zákonem o divoké zvěři z roku 1953 (Wildlife Act 1953). Tento zákon spolu se založením organizace Wildlife Branch (předchůdce dnešního ministerstva památkové péče, DOC), která začala s veřejným vzdělávacími kampaněmi i úzkou spolupráci s místními maorskými kmeny, postupně dopomohly k utlumení ilegálního lovu holubů maorských. Ke sporadickému ilegálnímu lovu stále (2023) dochází.
V městském prostředí patří ke klíčovým hrozbám druhu nárazy do oken, na které jsou holubi maorští extrémně náchylní. V Dunedinu, kde se nachází veterinární stanice pro divoce žijící zvířata, bývá kolem 70 % přijatých holubů maorských zraněno v důsledku nárazu do okenní tabule. Proti nárazům do oken pomáhají ochranné UV samolepky, které jsou pro lidi průsvitné, avšak holubům maorským (i dalším ptákům) odráží ultrafialové světlo a odradí je do okna nalétávat. Velké množství holubů zemře i na dálnicích a dalších rychlostních komunikacích. Mezinárodní svaz ochrany přírody ve své zprávě o stavu druhu z roku 2022 hodnotí druh jako málo dotčený. I když stavy druhu v minulosti drasticky poklesly a klesající tendence měla populace druhu ještě koncem 20. století, někdy od počátku milénia se zdá, že počty holubů stoupají. Tento stav je nicméně silně závislý na činnosti ochranářů, zejména kontrole predátorů. Pokud by hubení predátorů mělo přestat, očekává se prudký populační pokles druhu.

## Vztah klidem

### Odraz vmaorské kultuře

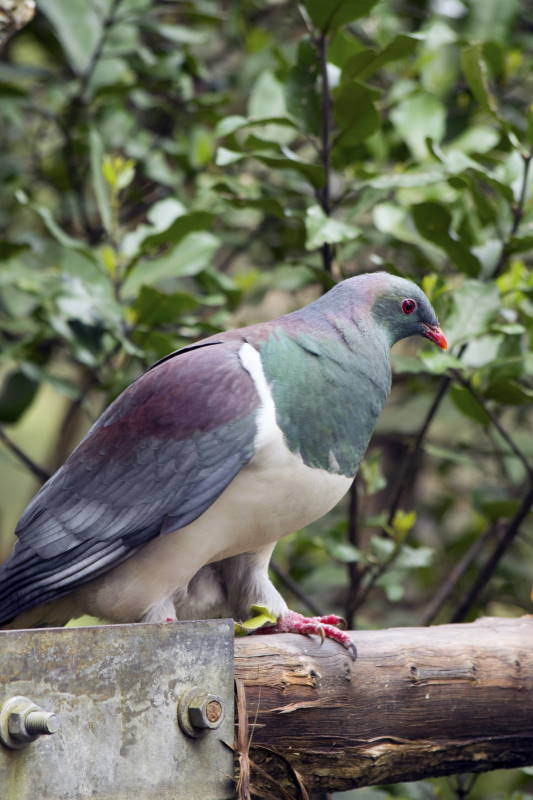
Holub maorský v Aucklandsé zoo

Holubi maorští byli od pradávna vysoce ceněni Maory, kteří holuby lovili pro jejich maso a peří. Poté, co Maorové vyhubili ptáky moa a velké druhy vrubozobých ptáků jako Cnemiornis gracilis, se holubi maorští stali jednou z klíčových součástí jejich jídelníčku. V maorské kultuře je holub maorský považován za taonga, čili vysoce ceněnou entitu. Některé kmeny (iwi) jako Ngāi Tūhoe považují holuby maorské za důležitou součást své kulturní identity. Holubi maorští byli často chytáni během svátku Puanga. V době tohoto svátku bývají holubi jednak značně vyžraní z množství sežraného ovoce a jednak jsou často podnapilí následkem tvorby alkoholu při fermentaci ovoce v jejich žaludcích. Prvně chycený holub býval dáván k snědku zasloužilé stařešince kmene. Žaludky holubů byly pojídány těhotnými ženami pro utišení jejich chuti na jídlo a dodání potřebných živin. Z peří holubů maorských Maorové dodnes vyrábí ceremoniální pláště (kākahu) i další předměty. Ocasní pera byla používána pro zdobení pletených košíků na jídlo (tahā huahua a pātua).
K lovení holubů maorských docházelo nejčastěji pomocí ok nebo dlouhých kopí. Oka byla nejčastěji umisťována u žlabu vody, který se společně s oky ukotvil na strom druhu Prumnopitys ferruginea. Maorům bylo známo, že po snězení ovoce z tohoto stromu dostanou holubi brzy žízeň a dají se tak snadno nalákat na žlab s vodou. V případě přítomnosti potoka v blízkosti ovocného stromu bývala většina potoka zakryta větvemi, a u přístupové části se umístila oka, která čekala na žíznivé holuby. Lov kopím fungoval tak, že na dlouhý tenký kus dřeva byla umístěna zašpičatělá kost, kterou zručný lovec zapíchl holuba. Tato kopí byla nejčastěji vyráběna ze stromu Beilschmiedia tawa a výroba jednoho kopí mohla zabrat řemeslníkovi i celé měsíce. Výsledné kopí bylo dlouhé až 9 m a v průměru mělo pouze 3 cm. Valná většina holubů byla zakonzervována pro pozdější konzumaci, nejčastěji uvařením v miskách z tvrdého dřeva nahřátých na horkých kamenech a naložením do vlastního tuku. Naložení holubi takto vydrželi i rok. Takto mohly být odchyceny i tisíce holubů ročně na jediné lokalitě. Walter Buller se zmiňuje o 8000 holubech maorských, kteří byli odchyceni a upraveni výše zmíněným způsobem u jezera Taupo v červenci a srpnu 1882.
Holub maorský se objevuje i v jedné z maorských legend. Podle této legendy Taranga, matka šprýmaře a podvodníčka Māuiho, se každý večer za soumraku vytrácela z domu. Māui se snažil dopátrat, kam jeho matka každý večer mizí, a tak nejdříve schoval matčinu sukni, aby zpozdil její odchod. Taranga po sukni marně pátrala, až se nakonec kvapem vydala dírou v zemi do podsvětí bez sukně. Māui si poté oblékl matčinu sukni, vzal na sebe podobu holuba maorského a vydal se hledat matku do podsvětí. Od té doby má holub maorský bronzově, zeleně a fialově lesklé opeření.

### Novodobý odkaz
Někdy od 90. let 20. století se na Novém Zélandu vede diskuse, zda maorským komunitám povolit tradiční lov holubů maorských či nikoliv. Jedním z argumentů pro povolení lovu tohoto i dalších taonga druhů je udržování tradičních vědomostí (mātauranga), které se vážou na takový lov. Dalším z argumentů pro lov je také to, že zakládající dokument Nového Zélandu (Smlouva z Waitangi) garantuje Maorům (označovaných jako tanata whenua, doslova „lidé země“) vlastnictví taonga druhů, mezi které patří i holub maorský, čili Maorové mají na tradiční lov právo. Ministerstvo památkové péče (DOC) však omezuje využívání taonga druhů na zpracování peří a kostí z mrtvých ptáků nalezených pracovníky DOC.
Holub maorský je vyobrazen na 3. (1967–1981) a 4. sérii (1981–1991) novozélandské dvacetidolarové bankovky. V roce 2018 se tento pták stal vítězem v anketě Pták roku každoročně pořádanou organizací Forest & Bird. V roce 2019 byla exoplaneta HD 137388 b přejmenována na maorský název holuba maorského Kererū. Holub maorský je chován v řadě novozélandských chovných zařízení, z těch nejznámějších lze zmínit Aucklandskou nebo Hamiltonskou zoo.